# Liceo ginnasio Antonio Pigafetta
Il liceo ginnasio Antonio Pigafetta è un liceo classico, linguistico e musicale di Vicenza. Iniziò le sue attività nel XIX secolo, il 20 aprile 1808.
Dal 1867 è dedicato al navigatore vicentino Antonio Pigafetta.

## Storia

### Periodo napoleonico
Istituito per decreto napoleonico il 14 marzo 1807, il liceo (che allora si chiamava semplicemente "Liceo di Vicenza") fu inaugurato il 1º aprile 1808; le lezioni iniziarono venti giorni dopo. Risulta essere il più antico istituto superiore vicentino.
La prima sede fu Palazzo San Giacomo, un ex convento di Padri Somaschi dove erano presenti dal 1773 le scuole comunali.
All'epoca della fondazione, il ciclo di studi liceali era suddiviso in quattro anni di ginnasio e due anni di liceo. Nei primi quattro anni gli studenti apprendevano il latino, l'italiano, il francese, la retorica, la storia e la geografia oltre all'aritmetica, la calligrafia e il disegno mentre nel ciclo del liceo venivano insegnate la filosofia, la matematica le belle arti, il disegno o lo studio delle istituzioni civili.
Il numero degli alunni, già più di ottanta nei primi anni, indusse il reggente a trasferire dal dicembre 1809 la sede del liceo prima a Palazzo Trissino al Duomo e poi presso l'ex-convento di Santa Corona dei domenicani dove rimase fino al 1860.

### Periodo asburgico

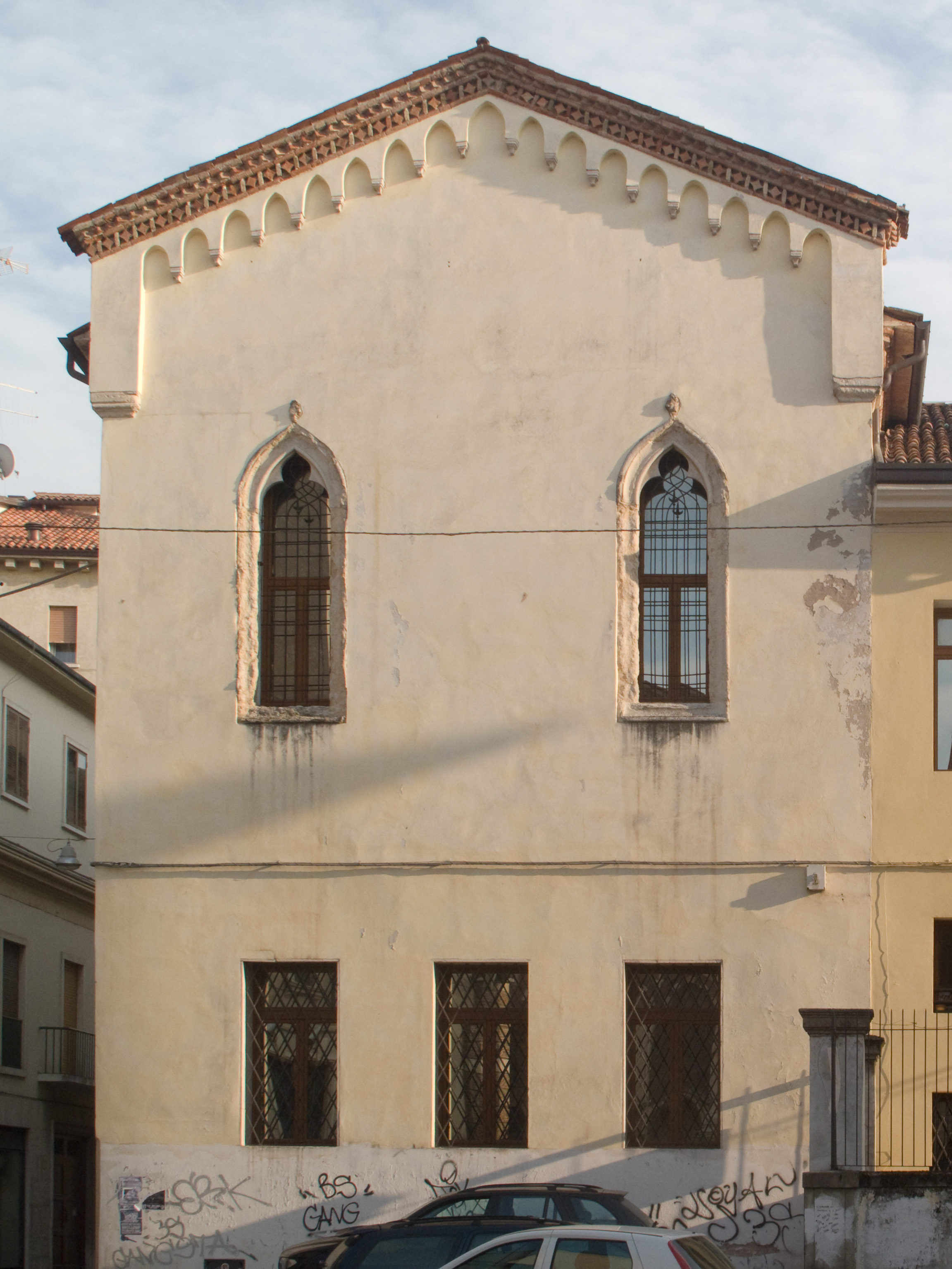
Ospedale di San Marcello.

Il 5 novembre 1813, con l'istituzione del Regno Lombardo-Veneto Vicenza rientrò nell'Impero austro-ungarico. Il piano di studi fu adeguato alle nuove direttive e portato a otto anni. Fu abolito lo studio del francese e delle pratiche militari imposti in epoca napoleonica mentre fu introdotto lo studio della lingua tedesca e l'Insegnamento della religione cattolica in Italia fu ripristinato.
Nel biennio 1848-1849 l'edificio fu utilizzato come ospedale militare e questo indusse la reggenza del liceo a chiedere un ulteriore trasferimento di sede che fu realizzato nel dicembre 1859 nella sede dell'ospedale di San Marcello (ex befotrofio), dove poi rimase e assunse la denomicazione di Imperial-regio Ginnasio-liceale. La denominazione di "Antonio Pigafetta" del Liceo fu assunto dall'istituto dopo il 19 febbraio 1867, quando suproposta del Consiglio scolastico provinciale, cambiò la sua denominazione di l'unificazione del Veneto al Rego d'Italia nel 1866.

### XX secolo
La vicinanza di Vicenza al fronte della prima guerra mondiale interruppe le normali attività didattiche, e l'edificio venne utilizzato in parte anche come caserma ed ospedale militare. Nel maggio 1916 tutte le lezioni furono sospese perché i locali del liceo furono occupati dalla Croce Rossa Italiana e numerosi studenti e docenti furono richiamati o arruolati e mandati al fronte.
Anche durante la seconda guerra mondiale la scuola rischiò di essere colpita durante i bombardamenti degli alleati ma l'edificio ne uscì indenne. Gli alunni caduti durante il conflitto vennero poi ricordati in una lapide nell'entrata storica del liceo.

### XXI secolo
Il liceo ha due sedi, la prima in contrà Cordenons e la seconda in contrà Motton San Lorenzo, entrambe nel centro storico di Vicenza. La sede storica è stata oggetto di una completa ristrutturazione edilizia interna in modo da aggiornare anche architettonicamente la struttura per i festeggiamenti del bicentenario dell'istituto (1807-2007). La sede centrale dispone di una biblioteca con 16.000 volumi.
Sono attivi tre indirizzi di studio: il classico tradizionale, il linguistico e il musicale.

## Pubblicazioni
L'editoria legata all'istituto è attiva almeno dalla seconda metà del XIX secolo.
- Con elogio scritto da Francesco Spagnolo, Solenne distribuzione de' premi agli studenti del R. Liceo e Ginnasio Pigafetta per l'anno scolastico 1867-68 fatta nell'occasione della festa letterraria commemorativa di Giuseppe Parini nel 17 marzo 1869, Vicenza, Tip. Naz. Longo, 1869, OCLC 876294635.
- Antonio Pazienti, Solenne distribuzione de premi agli studenti del R. Liceo e Ginnasio Pigafetta per l'anno scolastico 1868-69 fatta nell'occasione della festa letteraria commemorativa di Virgilio Trettenero nel 17 marzo 1870, Vicenza, Tip. Naz. Longo, 1870.
- Sebastiano Scaramuzza; Liceo ginnasio statale A. Pigafetta (Vicenza), Solenne distribuzione de' premi agli studenti del R. Liceo e Ginnasio Pigafetta per l'anno scolastico 1869-70, fatta nell'occasione della festa letteraria commemorativa di Silvio Pellico nel 17 Marzo 1871, Vicenza, Tipografia Longo, 1871, OCLC 1045994451.
- Commemorazione di Alessandro Manzoni nel R. Liceo Pigafetta il V giugno MDCCCLXXIII, Vicenza, Ed. Antonio Rodondi, 191.?, OCLC 693218250.

## Nella cultura di massa
Nel 2000 le aule del liceo hanno ospitato le riprese del film Medley - Brandelli di scuola del regista vicentino Gionata Zarantonello.